# 严店镇
严店镇，是中华人民共和国安徽省合肥市肥西县下辖的一个乡镇级行政单位。2022年6月10日，根据合肥市民政局《关于同意肥西县调整部分行政区划的批复》，撤销严店乡，设立严店镇。

## 行政区划
严店镇下辖以下地区：
严店社区、刘河社区、苏小社区、西郑岗社区、劳光村、油坊村、管祠村、东南村、三元村、罗祝村、新建村、跨湖村、莲花村、三联村和大丰村。